# Kinki Sharyō
Kinki Sharyō K.K. (jap. 近畿車輛株式会社 Kinki Sharyō Kabushiki kaisha) – japońskie przedsiębiorstwo z siedzibą w Osace specjalizujące się w produkcji taboru szynowego.

## Historia
Firma została założona w 1920 roku jako Tanaka Rolling Stock Works, w 1945 roku zmieniła ona nazwę na obecną. W 1949 roku Kinki Sharyō zadebiutowało na Giełdzie Papierów Wartościowych w Osace, a w 1961 roku przedsiębiorstwo zadebiutowało na Tokyo Stock Exchange. Przedsiębiorstwo brało udział w dostarczeniu pierwszych pociągów Shinkansen w 1964 roku.

## Produkty
Źródło:
- Japonia
  - West Japan Railway Company
    - Seria W7 (Shinkansen)
    - Seria N700 (Shinkansen)
    - Seria 700 (Shinkansen)
    - Seria 500 (Shinkansen)
    - Seria 87
    - Seria 287
    - Seria 285
    - Seria 323
    - Seria 227
    - Seria 521
    - Seria 321

  - East Japan Railway Company
    - Seria E259
    - Seria E657

  - Kintetsu
    - Seria 50000
    - Seria 21020
    - Seria 22600
    - Seria 3220

  - Central Japan Railway Company
    - Seria 313

  - Shikoku Railway Company(inne języki)
    - Typ 1500

  - Kyushu Railway Company
    - Seria 818
    - Seria 303

  - Yokkaichi Asunarou Railway(inne języki)
    - Seria 260

  - Hanshin Electric Railway(inne języki)
    - Seria 5700

  - Nankai
    - Seria 8300

  - Metro w Osace
    - Seria 30000
    - Seria 80

  - Kita-Osaka Kyuko Railway(inne języki)
    - Typ 9000

  - Metro w Kioto
    - Seria 50

  - Tokyo Metro
    - Seria 13000

  - Tobu Railway(inne języki)
    - Seria 70000

  - Toei Chikatetsu
    - Typ 6500

  - Metro w Sendai
    - Seria 2000

  - Metro w Fukuoce
    - Seria 2000

  - Hiroshima Electric Railway(inne języki)
    - Typ 1000 (Tramwaj)
    - Typ 5100 (Tramwaj)
- Stany Zjednoczone
  - Metro w Los Angeles
    - P3010 (Kolej miejska)

  - Seattle
    - LF LRV (Kolej miejska)

  - Lekka kolej w Phoenix
    - LF LRV (Kolej miejska)

  - VTA Light Rail
    - LF LRV (Kolej miejska)

  - Dallas
    - LRV (Kolej miejska)
- Hongkong
  - Wagon osobowy
  - SP1900 EMU
- Filipiny
  - Metro w Manili
    - LRTA klasy 1200 (Kolej miejska)
- Katar
  - Metro w Dosze
    - Pociągi metra
- Zjednoczone Emiraty Arabskie
  - Metro w Dubaju
    - Pociągi metra
- Egipt
  - Metro w Kairze
    - Pociągi Linii 1,2 i 3

Przedsiębiorstwo zajmuje się również produkcją wózków.

## Galeria

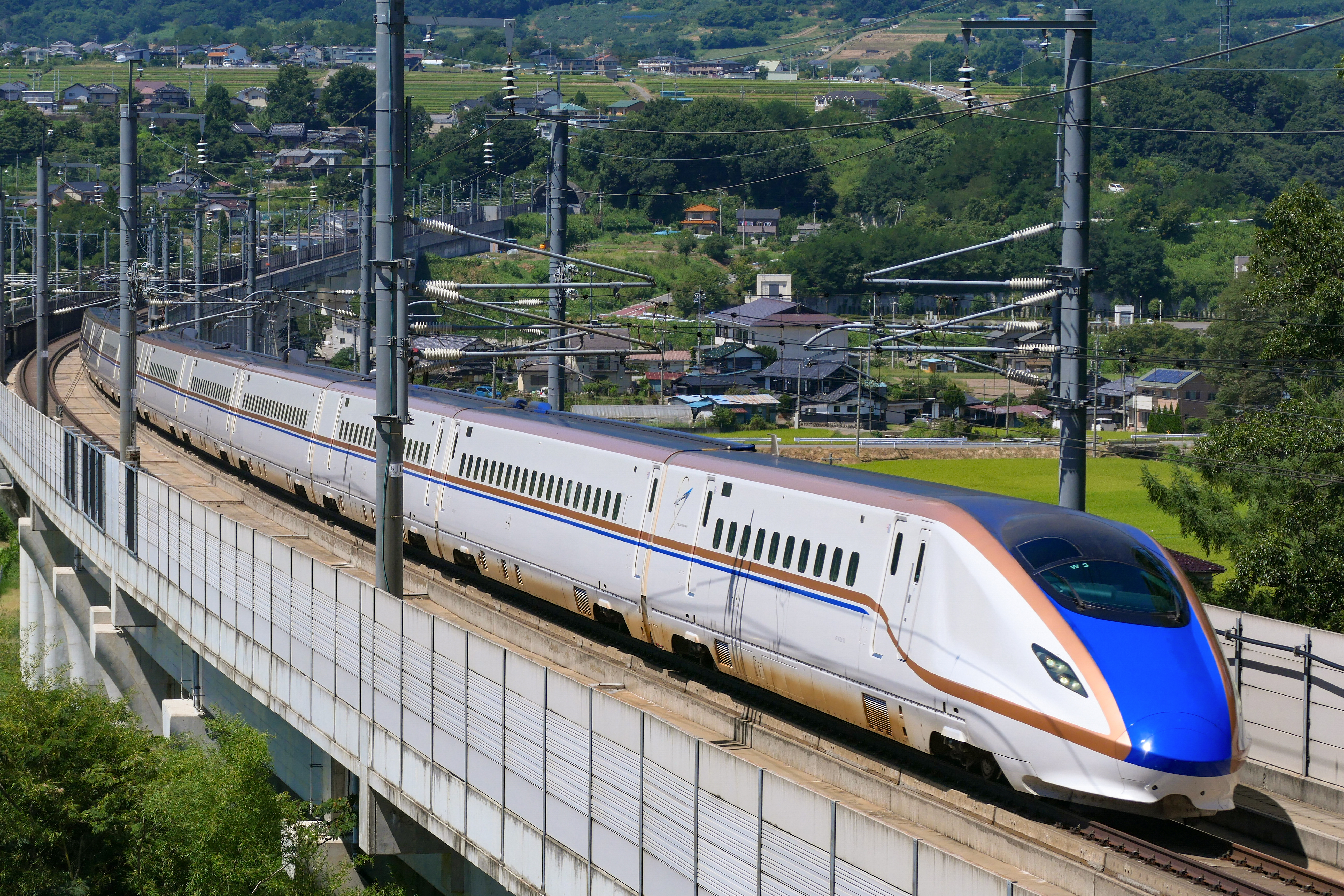
Shinkansen Serii W7 dla JR West
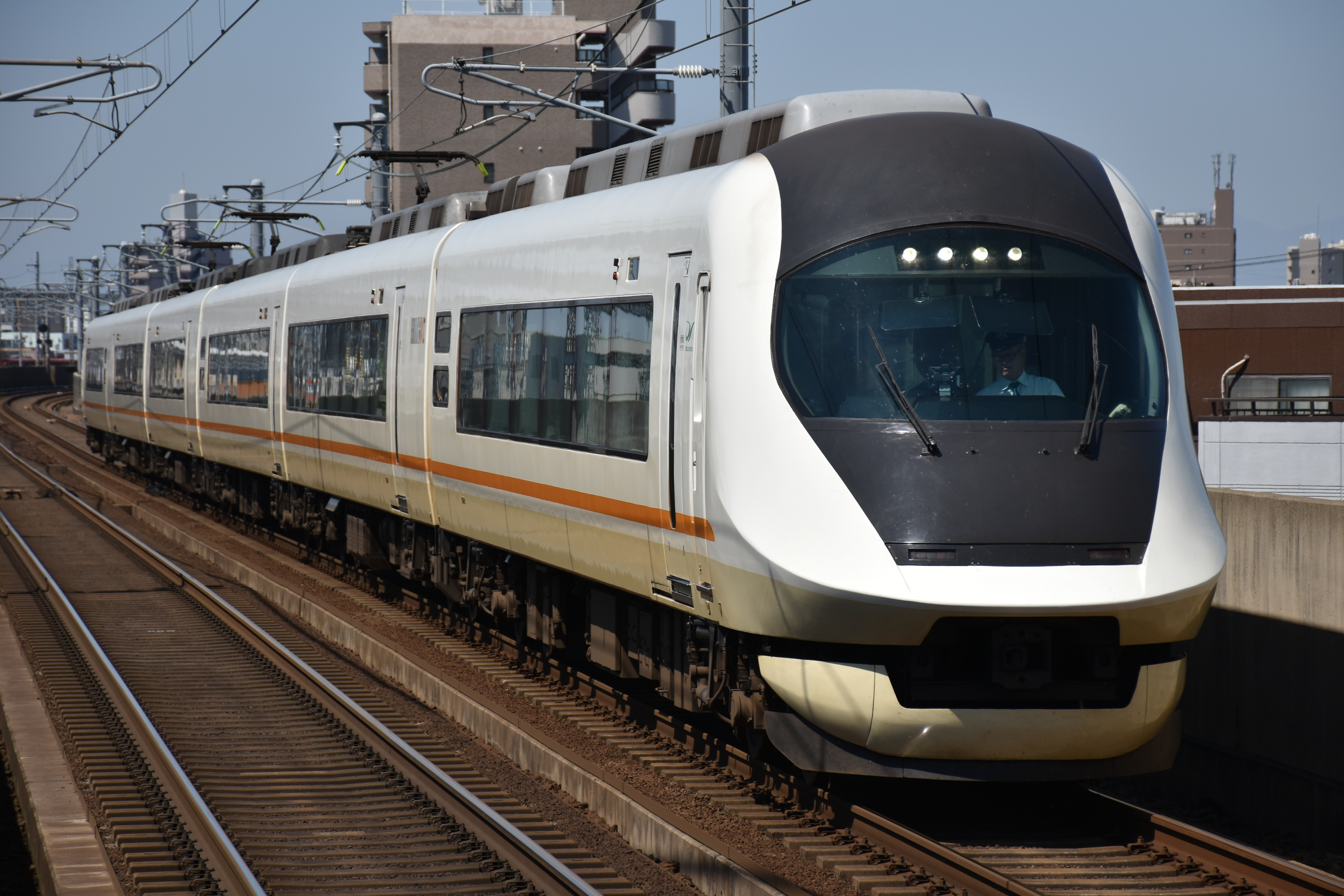
Pociąg Serii 21020 dla Kintetsu
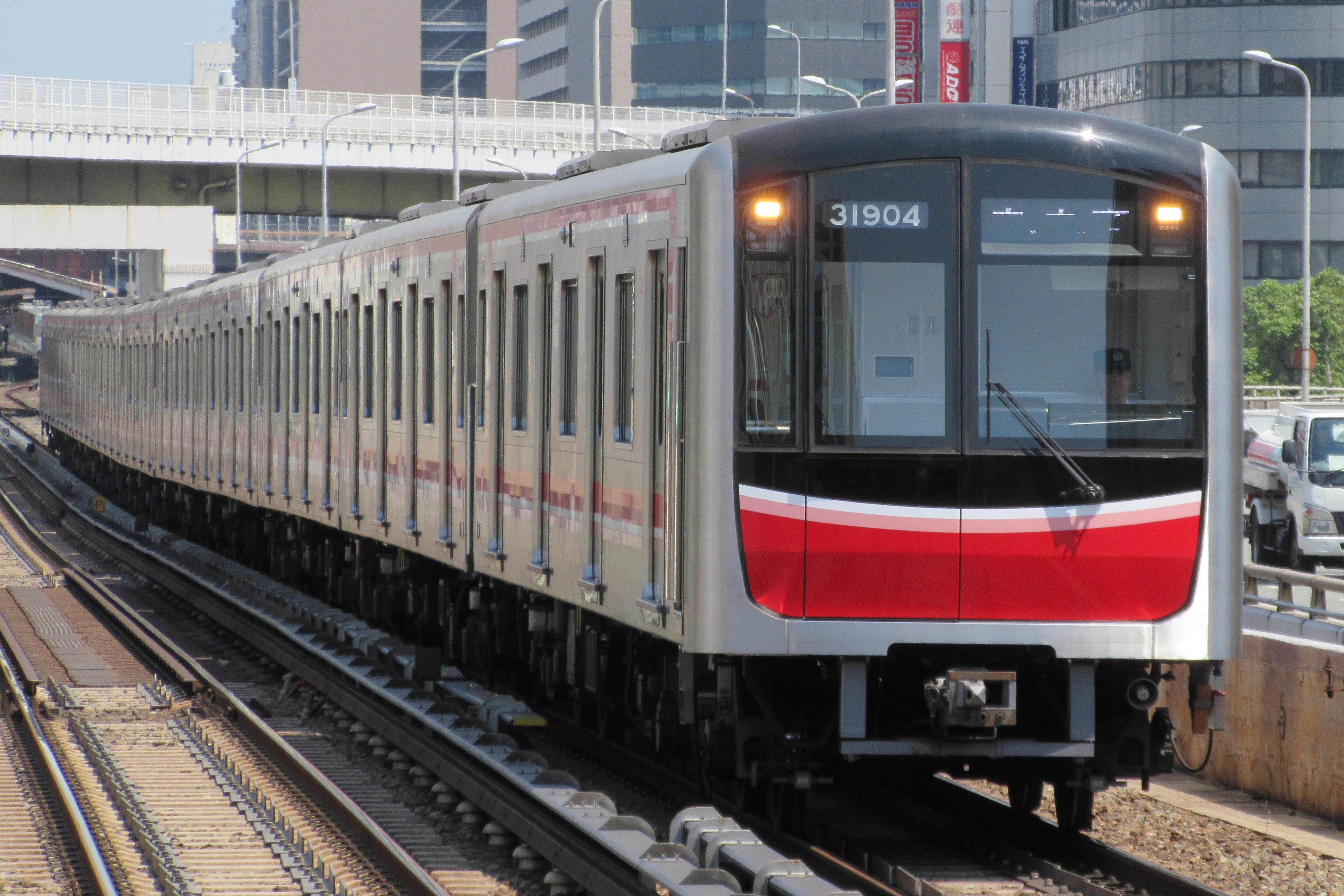
Pociąg Serii 30000 dla Metra w Osace
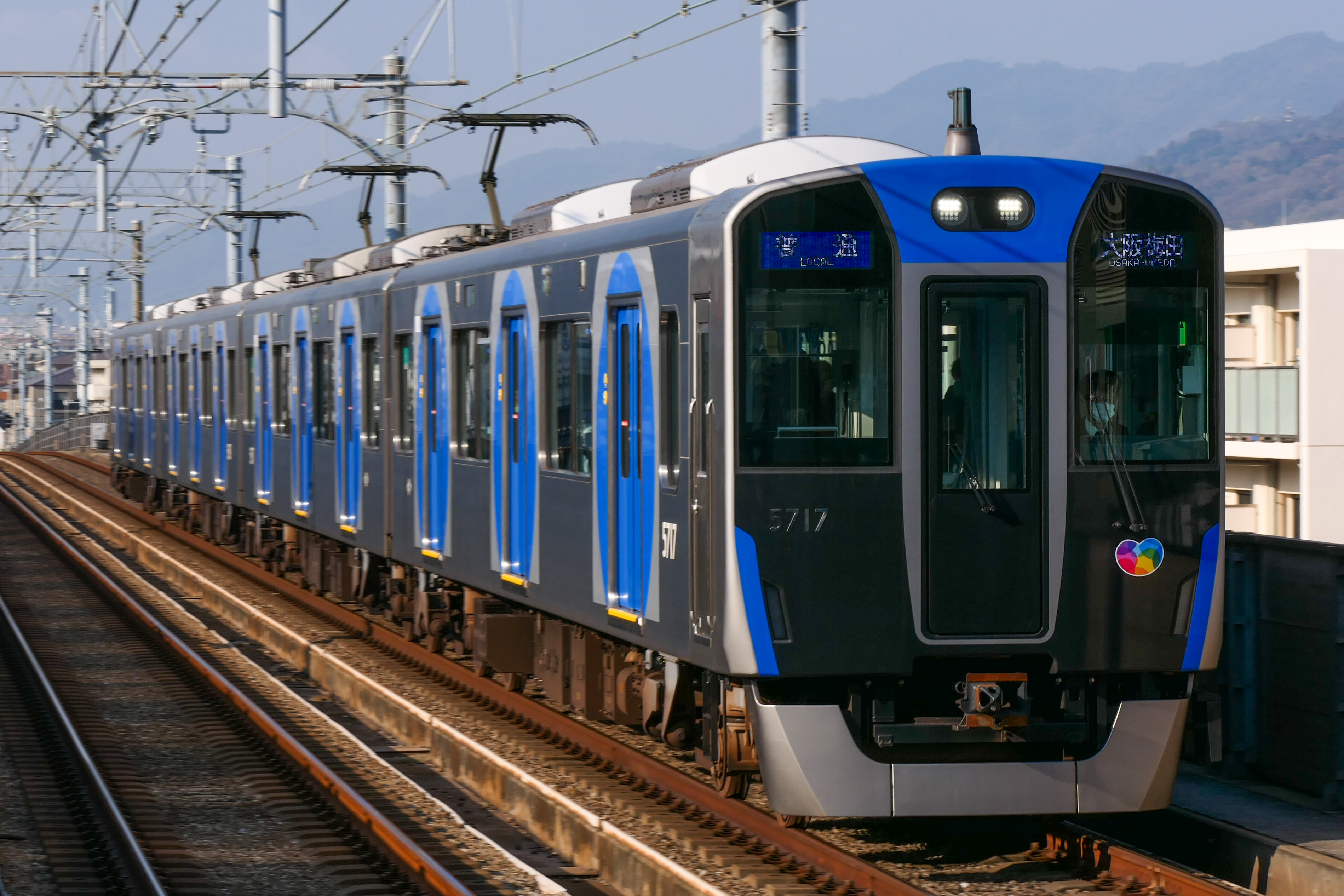
Pociąg Serii 5700 dla Hanshin
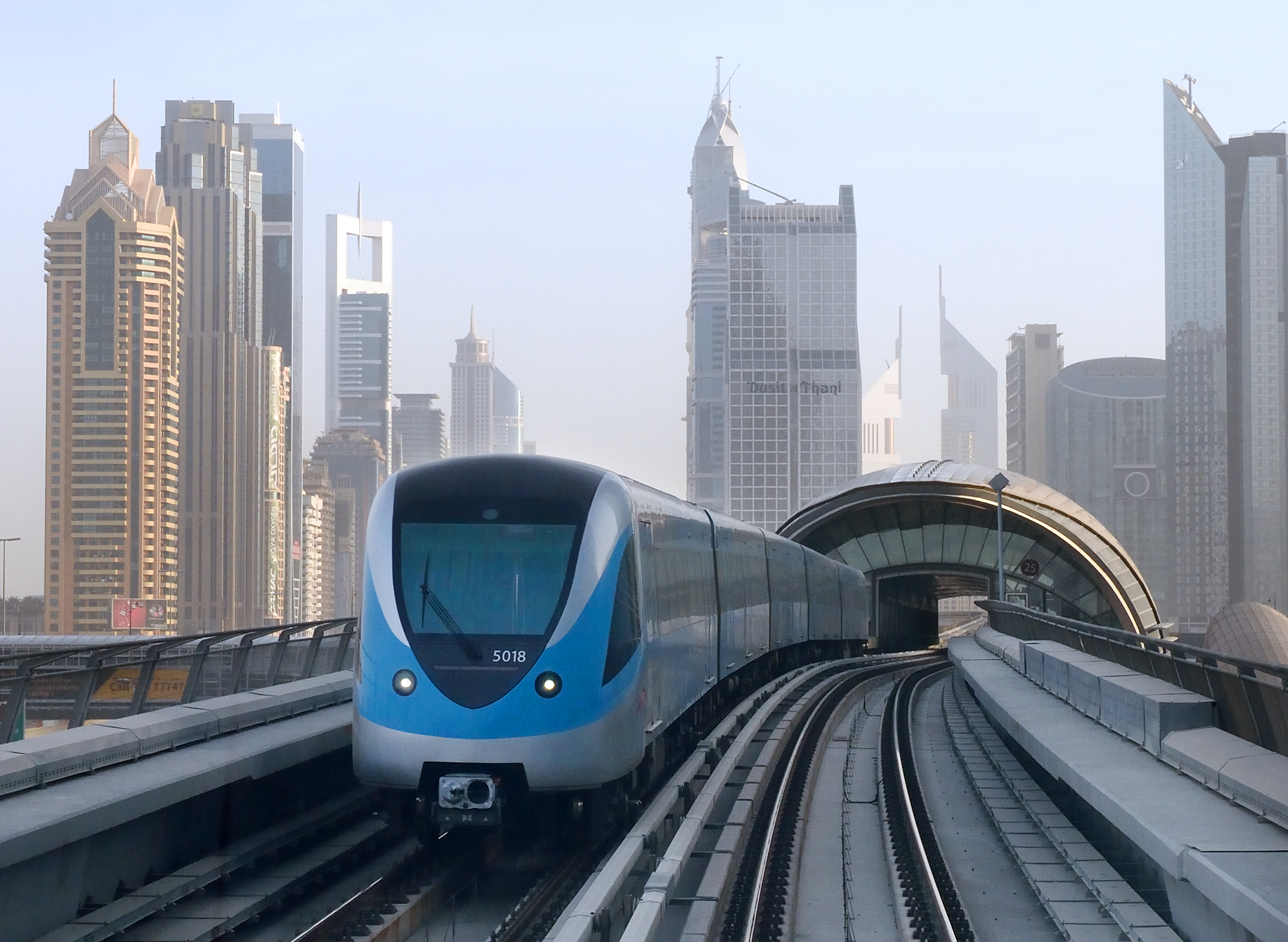
Metro w Dubaju